# Neoantistea alachua
Neoantistea alachua là một loài nhện trong họ Hahniidae.
Loài này thuộc chi Neoantistea. Neoantistea alachua được Willis J. Gertsch miêu tả năm 1946.